# Banastre Tarleton
O general Sir Banastre Tarleton, 1º Baronete, GCB (21 de agosto de 1754 – 15 de janeiro de 1833) foi um proeminente soldado e político britânico.
Ele veio a notoriedade por seu serviço militar durante a Guerra da Independência dos Estados Unidos, onde comandou vários grupamentos de cavalaria do exército britânico e chamou a atenção por suas habilidades de liderança em batalha. Conhecido por seu gênio forte e as vezes por sua brutalidade, várias propagandas feitas pelos americanos diziam que ele foi responsável por alguns massacres contra combatentes do exército continental, especialmente durante a batalha de Waxhaws onde suas tropas teriam assassinado mais de 100 soldados americanos que estavam se rendendo. Na biografia The Green Dragoon: The Lives of Banastre Tarleton and Mary Robinson, escrita por Robert D. Bass (publicada em 1952), ele foi chamado de 'O Açougueiro'.
Apesar da fama ruim dentre os americanos, ele foi saudado por lealistas (colonos leais a Coroa) e os militares britânicos como um brilhante líder, por sua determinação e habilidades, mesmo em situações adversas. Seus soldados de cavalaria eram frequentemente chamados de Tarleton's Raiders.
Ele foi mais tarde eleito para o Parlamento Britânico por sua cidade natal de Liverpool e se tornou uma figura proeminente da liderança do Partido Whig. Tarleton tomou algumas posições polêmicas durante sua carreira como político, incluindo apoio pela manutenção do tráfico negreiro. Ele faleceu em janeiro de 1833, em Leintwardine, Herefordshire, aos 78 anos.